# Odprto prvenstvo Anglije 1986
Odprto prvenstvo Anglije 1986 je teniški turnir za Grand Slam, ki je med 23. junijem in 6. julijem 1986 potekal v Londonu.

## Moški posamično
Boris Becker :  Ivan Lendl 6-4 6-3 7-5

## Ženske posamično
Martina Navratilova :  Hana Mandlíková 7-6(7-1) 6-3

## Moške dvojice
Joakim Nystrom /  Mats Wilander :   Gary Donnelly /  Peter Fleming 7-6(7-4) 6-3 6-3

## Ženske dvojice
Martina Navratilova /  Pam Shriver :  Hana Mandlíková /  Wendy Turnbull 6-1 6-3

## Mešane dvojice
Ken Flach /  Kathy Jordan :  Heinz Günthardt /  Martina Navratilova 6-3 7-6(9-7)